# Sveriges ekonomiska politik

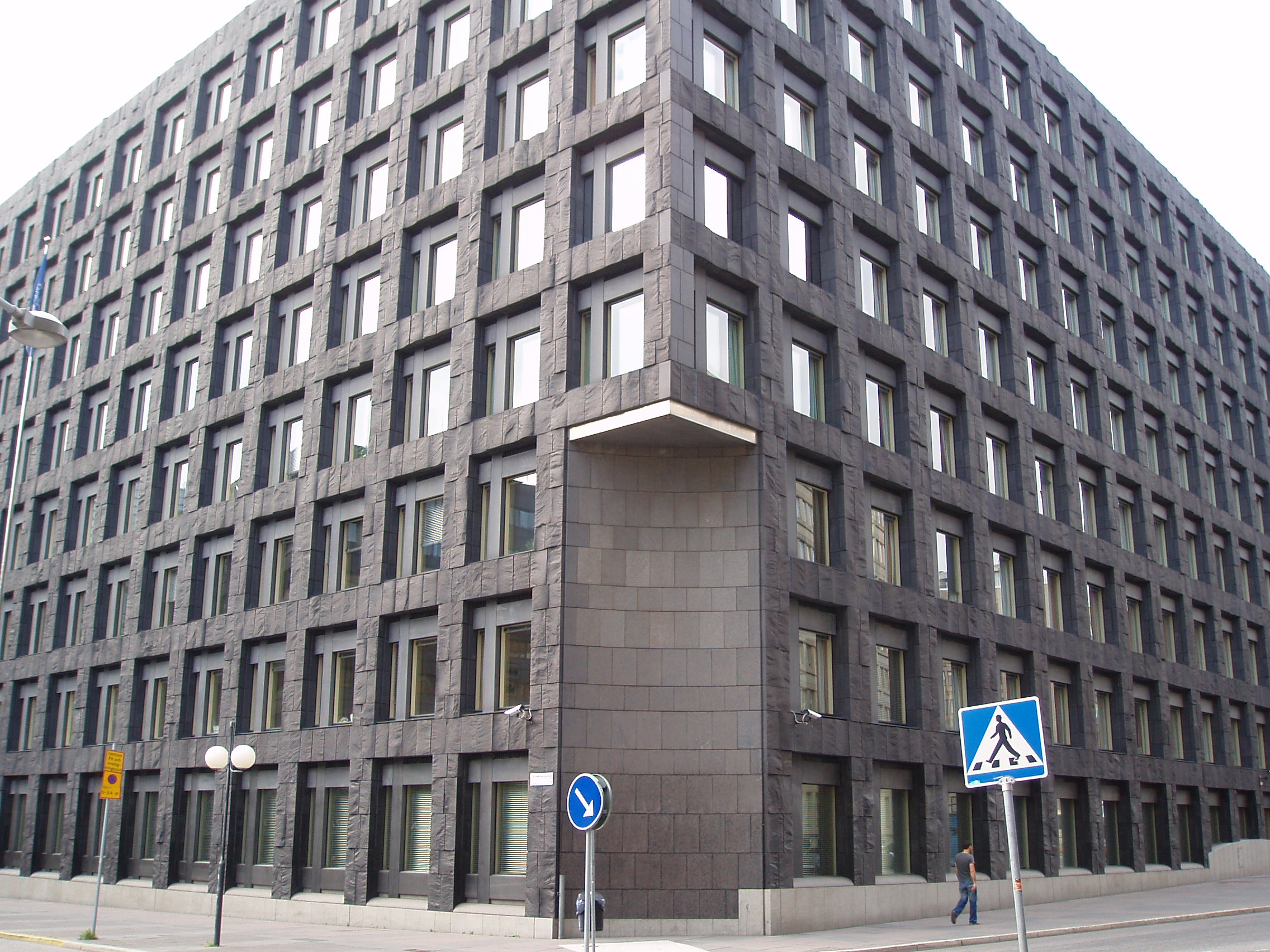
Riksbankshuset, som ligger vid Brunkebergstorg i stadsdelen Norrmalm i Stockholm.

Sveriges ekonomiska politik är den ekonomiska politik Sverige för. Sverige har en finansminister som ansvarar för Finansdepartementet.
Sverige har en egen valuta, den svenska kronan och en oberoende centralbank, Sveriges Riksbank, med målet att upprätthålla ett fast penningvärde.
Landets ekonomiska politik kan uppdelas i arbetsmarknadspolitik, finanspolitik, fördelningspolitik, penningpolitik och tillväxtpolitik.

## Historik

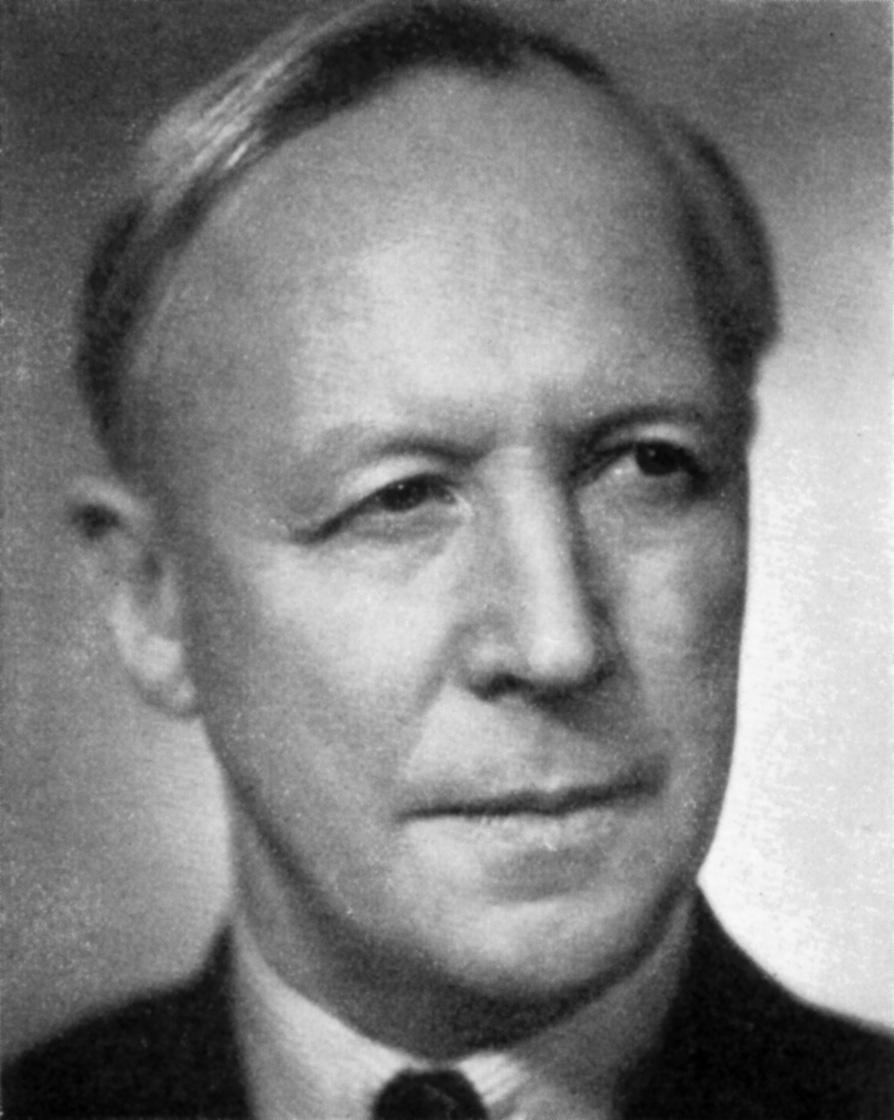
Ernst Wigforss (s), Sveriges finansminister 1925–1926, 1932–1936 och 1936–1949.

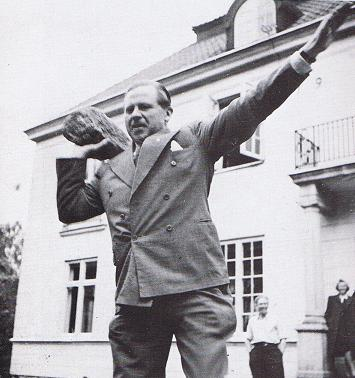
Gunnar Sträng (s), Sveriges finansminister 1955–1976.

Den amerikanske journalisten Marquis W. Childs skrev 1936 boken Sweden: the Middle Way, "om en säregen skandinavisk monarki där de sociala krafterna föreföll harmoniskt balanserade." Den ekonomiska politiken runt världen tenderade då att antingen totalitär i form av planekonomi, eller en i det närmaste ren marknadsekonomi. Läsarna imponerades av hur välfärdsstaten fungerade, och hur en socialistisk regering kunde arbeta tillsammans med kapitalister som Wallenberg. Boken spelade en roll i den växande kritiken kring Roosevelts The New Deal. I New York Times skrev John Chamberlain exempelvis:
| ” | Sveriges medelväg mellan ekonomisk individualism och kollektivism är utformad så att den ökar produktionen och sänker kostnader och priser, medan New Deal:s ’socialism’ fungerar i motsatt riktning. Den amerikanska nya given är ett experiment i socialiseringen av förluster, och den tenderar att föra kapitalismen ännu längre på vägen till monopolbildning, med alla dess hemskheter. | „ |

Roosevelt sände samma år folk för att specialstudera den svenska modellen.
Bland kända svenska finansministrar från 1900-talet finns bland andra socialdemokraterna Ernst Wigforss och Gunnar Sträng. Vid en folkomröstning 2003 sa svenska folket nej till Euro.